# Gynacantha corbeti
Gynacantha corbeti – gatunek ważki z rodziny żagnicowatych (Aeshnidae).